# Carretera de la Plataforma de Gredos
La carretera de la Plataforma de Gredos (antigua  AV-931 ) es la carretera autonómica que transcurre desde la  AV-941  en Hoyos del Espino hasta la Plataforma de Gredos, perteneciente al municipio de San Juan de Gredos, en la provincia de Ávila (España).

## Historia
Esta carretera se construyó en 1945, cuando el entonces dictador Francisco Franco comenzó a practicar las cacerías en la sierra de Gredos. Se construyó dicha carretera, derribando el Puente del Duque romano y construyendo un nuevo puente más ancho, con menos pendiente, y aprovechando uno de los arcos menores. Dicha carretera pasó a formar parte de la red de carreteras del Estado.
Con la formación de la Junta de Castilla y León, esta carretera pasó a formar parte de la red de carreteras Autonómicas hasta verano de 2007, cuando fue cedida de la Consejería de Carreteras y Transportes a la Consejería de Medio Ambiente. Por lo tanto, dejó de denominarse «AV-931» en ese momento, cosa que se puede observar en sus señales kilométricas, donde el nombre de la carretera está tapado. Se trata de un paso más para controlar los accesos a la Plataforma de Gredos.
Una vez realizado este trámite, la Junta de Castilla y León continuará con las actuaciones necesarias para ordenar el acceso rodado a este punto de la vertiente norte del macizo, según la Administración autonómica.
Con esta medida, la  AV-931  perdió la condición de carretera y adquirirá la de camino de servicio complementario.
El sistema de transporte público, alternativo al particular, es una de las medidas enmarcadas en el "Programa de Actuaciones para el desarrollo socioeconómico en el Parque Regional de la Sierra de Gredos", en el que la Junta invierte más de 40 millones de euros, en un total de 65 actuaciones concretas. A finales de 2012 y durante unos pocos meses se pone en marcha una regulación en el acceso a la Plataforma de Gredos que incluye un autobús para los visitantes que así lo deseen. Tras el fin de dicha regulación el autobús desaparece y en la regulación que volvería en 2014 ya no se incluye dicho medio de transporte.

## Regulación de acceso a la Plataforma de Gredos
Durante tres fines de semana desde el 12 de octubre de 2012 existieron limitaciones de aparcamiento a la Plataforma de Gredos, con un plan piloto que establecía unas tarifas por aparcamiento y un autobús desde la Casa del Parque Pinos Cimeros. Tras múltiples enfrentamientos por parte de vecinos, empresarios y alcaldes, la medida quedó suspendida hasta una regulación definitiva futura.
La nueva regulación se puso en marcha el 17 de julio de 2014, con unas tarifas que varían dependiendo del tipo de vehículo, para turismos es de 3 euros. La regulación está en vigor todos los días durante julio, agosto y primera semana de septiembre de 8 a 20 horas, y el resto del año solo los fines de semana y festivos de 9 a 18 horas.

## Recorrido
La Carretera de la Plataforma tiene una longitud de 11.946 metros lineales, una calzada pavimentada de 5 metros y un arcén sin pavimentar de ancho variable, con una media de 80 centímetros. Su señalización es escasa, disponiendo en la calzada únicamente de líneas discontinuas en su borde.
Sus principales lugares son los siguientes:
| Km     | Lugar |
| ------ | --- |
| 0+000  | AV-941 Hoyos del Espino |
| 0+650  | Casa del Parque Pinos Cimeros Parque de aventuras en los árboles "Pinos Cimeros"                                            |
| 0+850  | Finca Mesegosillo (Músicos en la naturaleza) Campo vóley playa                                                              |
| 1+600  | Acceso a El Camping de Gredos                                                                                               |
| 1+700  | Puente del Duque sobre el Río Tormes                                                                                        |
| 1+800  | Fuente de La Carmencita y Sanchivieco                                                                                       |
| 5+700  | La Covacha |
| 7+300  | Término municipal de San Juan de Gredos Camino a Navacepeda de Tormes por el río Barbellido                                 |
| 7+350  | Aparcamiento gratuito de acceso al Puente de las Juntas sobre el Río Barbellido Barrera de acceso a la Plataforma de Gredos |
| 7+400  | Puente de las Juntas sobre el Río Barbellido                                                                                |
| 11+500 | Aparcamiento Plataforma |
| 11+900 | Plataforma de Gredos |